# Georges Groussard
Georges Groussard (La Chapelle-Janson, 22 marzo 1937) è un ex ciclista su strada francese che corse negli anni '60.

## Carriera
Professionista dal 1961 al 1967 partecipò a 7 edizioni del Tour de France: si mise in luce nell'edizione 1964 in cui indossò per 10 giorni la maglia gialla e concluse in generale al 5º posto. Nella medesima stagione arrivò secondo nella prova in linea dei campionati nazionali. Era soprannominato le Coq de Fougères (ossia il gallo di Fougères)

## Palmarès

### Strada
- 1958 (dilettanti)

Paris-Verneuil
G.P. Le Restif
- 1960 (dilettanti)

Tour du Morbihan
1ª tappa Essor breton
- 1964 (Pelforth, una vittoria)

Critérium de Saint-Georges-de-Chesné
- 1966 (Pelforth, una vittoria)

Ronde de Monaco

## Piazzamenti

### Grandi Giri
- Tour de France

1961: 30º
1962: 72º
1963: 51º
1964: 5º
1965: ritirato
1966: 30º
1967: fuori tempo massimo
- Vuelta a España

1967: ritirato

### Classiche monumento
- Milano-Sanremo

1964: 67º
- Parigi-Roubaix

1962: 26º

### Competizioni mondiali
Sallanches 1964 - In linea: 25º
Nürburgring 1966 - In linea: 19º